# Баграмово
Баграмово (Бограмово) — поселок в Рыбновском районе Рязанской области России.

## История
Свое название населённый пункт получил от владельцев XV—XVI веков — Баграмовых, которым в Рыбновском районе принадлежало несколько селений. В эти годы он назывался Старое Баграмово. Есть предположение, что названием населённому пункту послужило женское татарское имя Баграмия.
В документах XVII—XVIII века упоминается как село Баграмово с Преображенской церковью.
По данным ревизской сказки за 1811 год, сельцо принадлежало подпоручице Е. В. Иванчиной.
В XIX веке входило в состав прихода Введенской церкви села Горяйново.
В конце XIX — начале XX веков — в границе Рыбновской волости Рязанского уезда. Среди занятий жителей села преобладали отхожие промыслы.
28 октября 1916 года в деревне состоялось открытие читальни.
В советское время в Баграмове был создан совхоз «Баграмовский», в 1930 году — колхоз «Красный спутник». В 1936 году в село переводится Рыбновская МТС.
Во все годы Великой Отечественной войны бригада баграмовской трактористки Дарьи Гармаш была победительницей во Всесоюзном соревновании тракторных бригад.
В 1962 году деревенская начальная школа стала восьмилетней, в 1997 году приобрела статус средней.
В 1968 году в деревне был открыт Дом культуры, в 1979 году — детский сад.
В 1991 году была открыта детская музыкальная школа.
В начале XXI века на территории деревни располагаются: ОАО «Рыбновская сельхозтехника», АООТ «Рыбноеагрохим», ЗАО Технический центр Д. М. Гармаш, АОЗТ Рыбновская птицефабрика.
В 2007 году в Баграмово образовалась православная община, жители собирались для молитв в заброшенном колхозном доме. Было принято решение о строительстве храма во имя свт. Спиридона Тримифунтского.

## Усадьба Баграмово
Усадьба основана в последней четверти XVIII века капитаном И.С. Колеминым. В первой четверти XIX века принадлежала подпоручику П.Ф. Иванчину (г/р 1773) и затем его сыну поручику Н.П. Иванчину (г/р 1807), женатому первым браком на А.В. Тютчевой. После их сыну поручику В.Н. Иванчину (г/р 1833) с женою В.С. Иванчиной. В конце XIX начале XX века усадьба переходит общественному деятелю и предпринимателю, рязанскому голове Н.И. Родзевичу (1847-1921) с первой женой Е.П. Родзевич (во втором браке Соколова). 
В имении Родзевичей было хорошо налажено хозяйство с развитым полеводством, луговодством и скотоводством, действовал конный завод. В 1916 году усадьбу купил А.В. Чичкин, ставший последним владельцем до 1917 года.
Сохранился заросший парк с прудом. Усадебные постройки, церковь Преображения последней трети XIX века и фамильный склеп Родзевичей утрачены.
В усадьбе с 1888 по 1891 год жил писатель-народник Г.А. Мачтет, женатый на дочери хозяина усадьбы О.Н. Родзевич. 

## Население
1859 — 21 двор, 297 человек
1868 — 38 дворов, 266 человек
1905 — 58 дворов, 240 человек
2002—2139 человек
| 1859 | 1906 | 2010  |
| ---- | ---- | ----- |
| 297  | ↘240 | ↗2174 |

## Люди, связанные с селом
- Родзевич, Николай Игнатьевич (1847—1921) — рязанский городской голова в 1906—1912 годах, член IV Государственной думы от Рязанской губернии.
- Гармаш, Дарья Матвеевна (1919—1988) — механизатор Рыбновской МТС Рязанской области, герой Социалистического Труда, лауреат Сталинской премии третьей степени.